# Erhart Küng

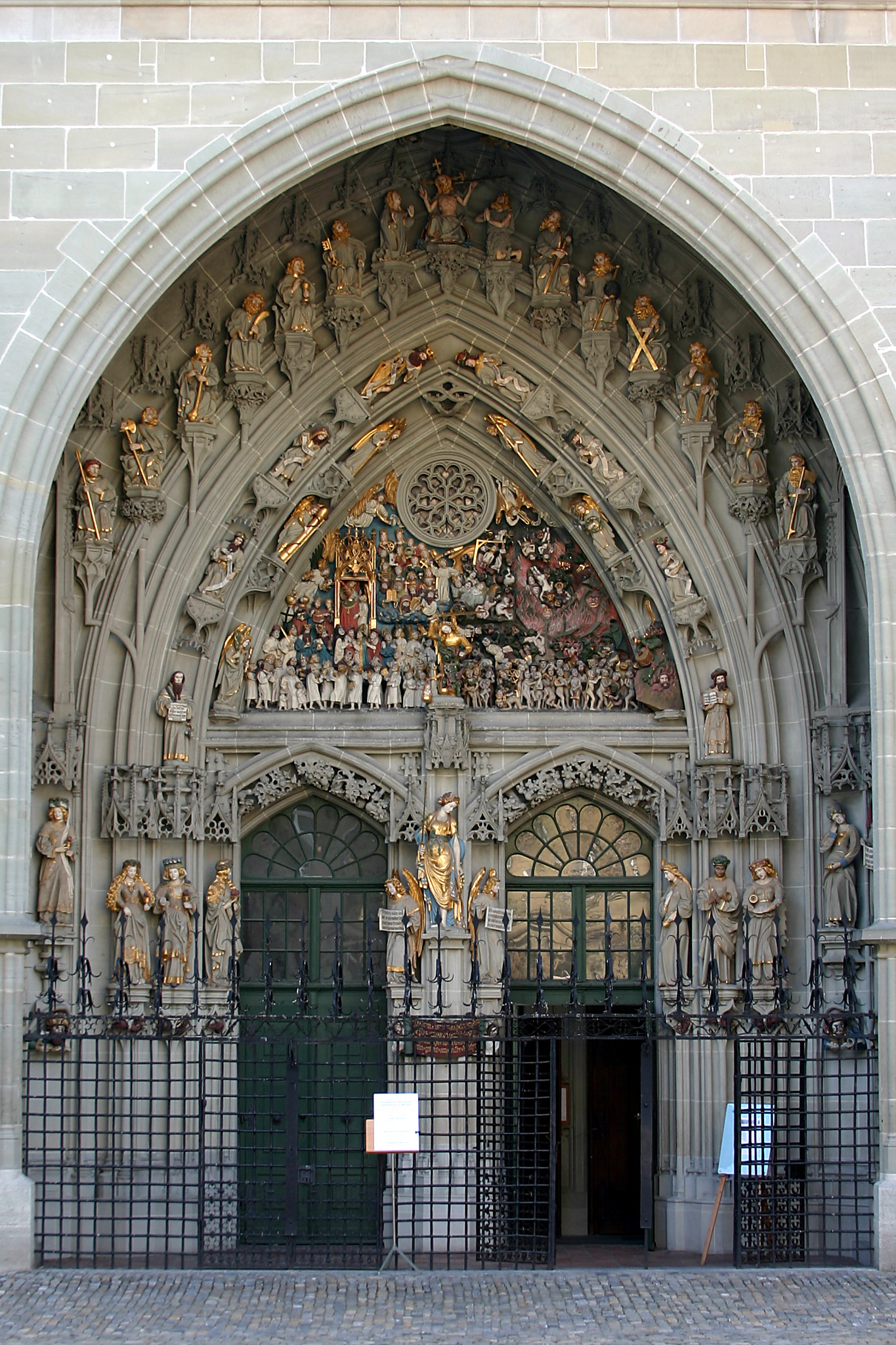
Západní portál münsteru

Erhart Küng, původně König, psán také Erhart Kueng, Everhart Konynck, Erhart Kunig nebo Meister Erhart (1420 Stadtlohn (Porýní Vestfálsko), † před 30. lednem 1507 Bern) byl švýcarský sochař a kameník pozdní gotiky, hlavní mistr katedrály v Bernu.

## Život a dílo
Vyučil se v neurčené švábské dílně, podle F. J. Sladeczka možná prošel i školením v Nizozemí. Pravděpodobně roku 1469 (ne-li již 1458) přišel do Bernu a byl přijat do katedrální huti jako kameník, později pracoval jako kamenosochař. 
Vytvořil více než 80 pískovcových soch pro hlavní portál a předsíň katedrály v Bernu. V tympanonu je scéna Posledního soudu, uprostřed archanděl Michael váží dobré a špatné skutky, vlevo se řadí oblečené ctnostné duše před bránou nebe, vpravo nazí hříšníci postupují k pekelné tlamě. Nad nimi jsou v ostění lomeného oblouku vsazeny postavy Krista soudce, klečící Panny Marie a dvanácti apoštolů. Na ústupkovém portálu po stranách vchodu jsou starozákonní postavy, vlevo moudré panny s hořícími olejovými lampičkami, vpravo panny pošetilé (s žalem ve tvářích a prázdnými lampičkami). Po stranách ještě stojí proroci. Küng dílo dokončil roku 1495. Socha Panny Marie, stojící na středním sloupu mezi vraty, byla reformátory církve mezi léty 1528–1534 zničena, a nahrazena sochou Spravedlnosti. 
Kromě toho byl v roce 1476 na podnět svého tchána Hannse Wannera povolán vést kamenické práce na obnově městského opevnění Murtenu.
Historikové umění u jeho figur oceňují realismus, vystižení emocí ve tvářích jednajících, proto bývá řazen do švábské či Ulmské školy.
Všechny originály soch byly přesunuty do Historického muzea v Bernu a jsou nahrazeny kopiemi s částečně rekonstruovanou polychromií.

## Západní portál münsteru v Bernu

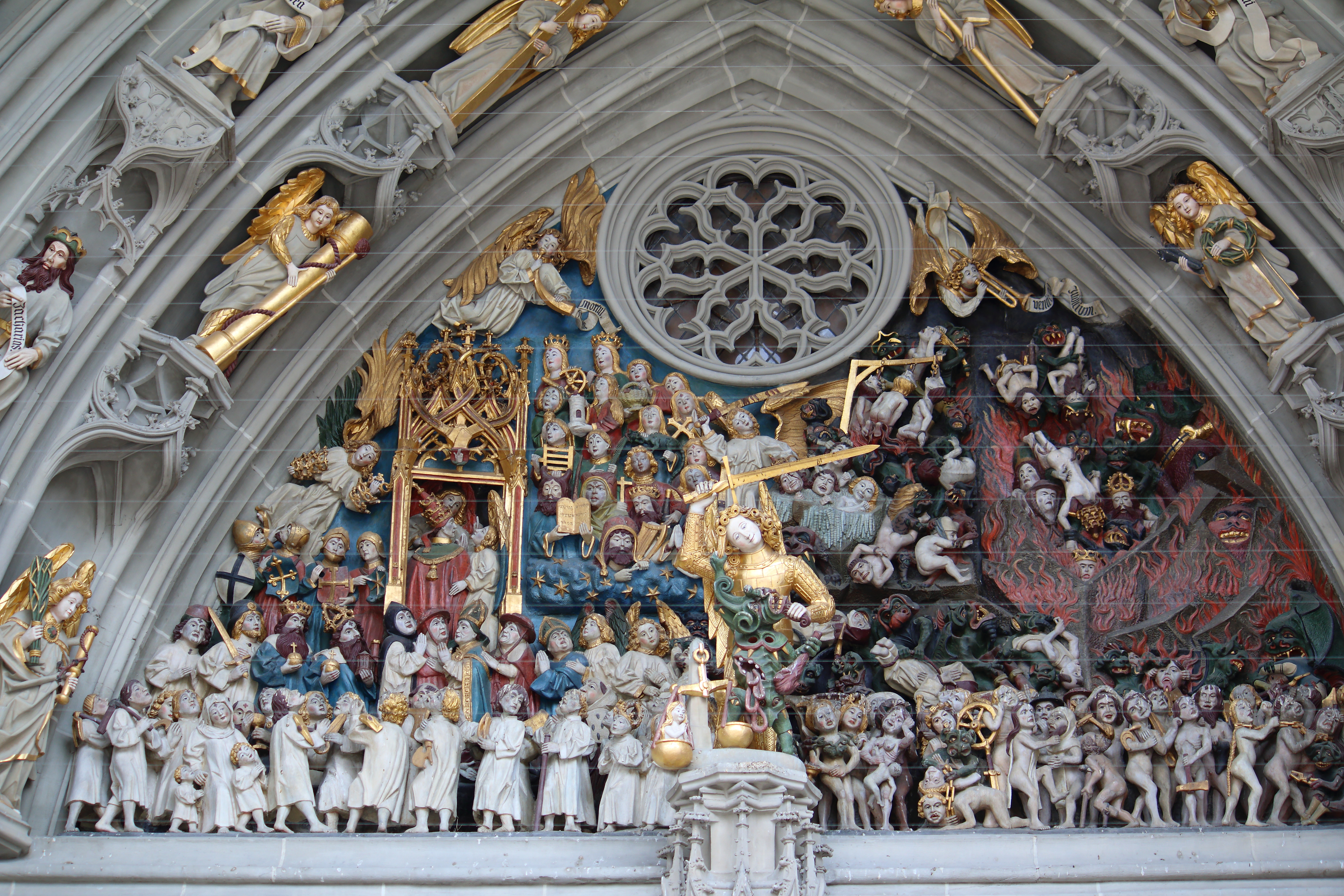
Poslední soud
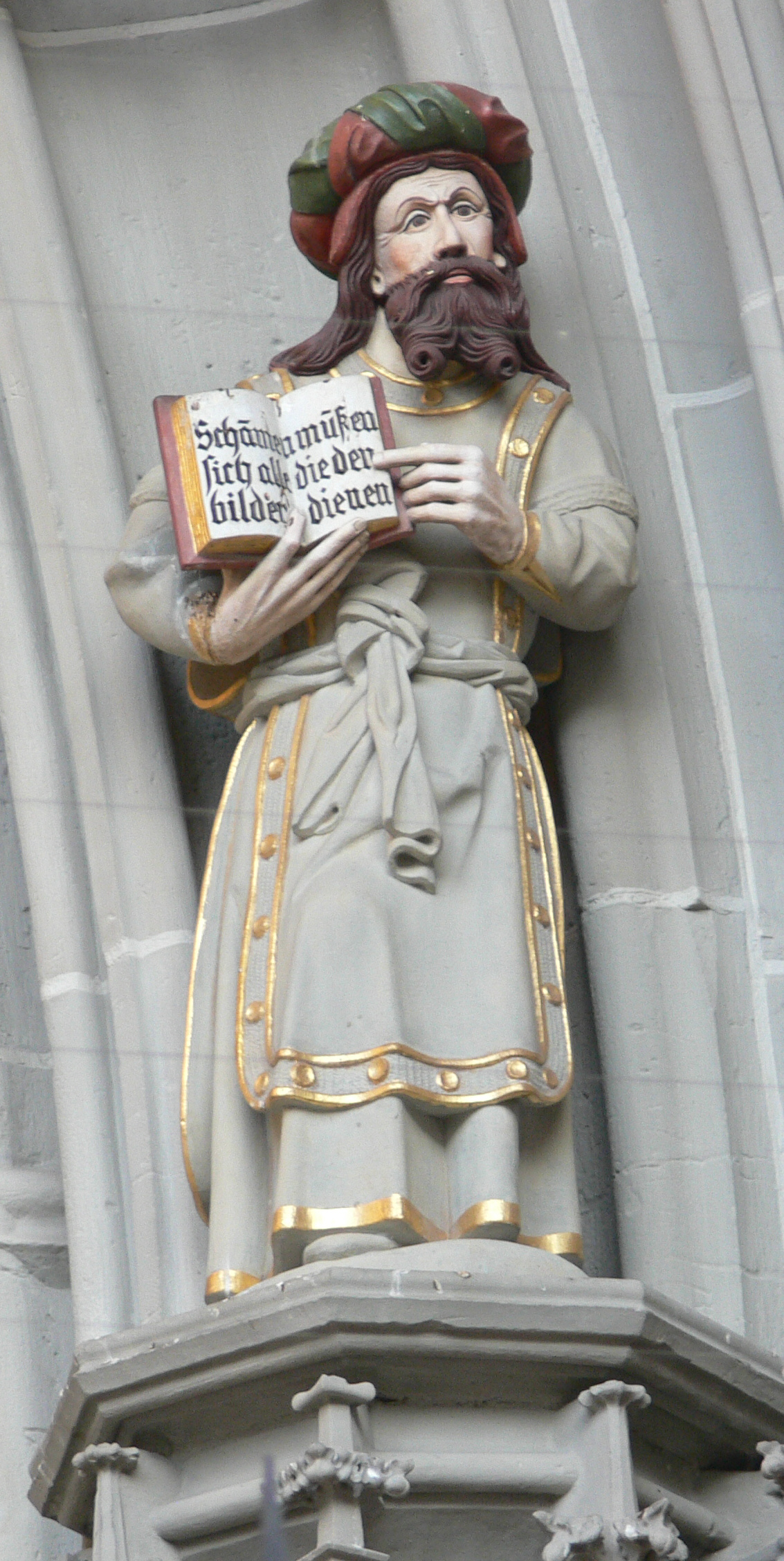
Prorok
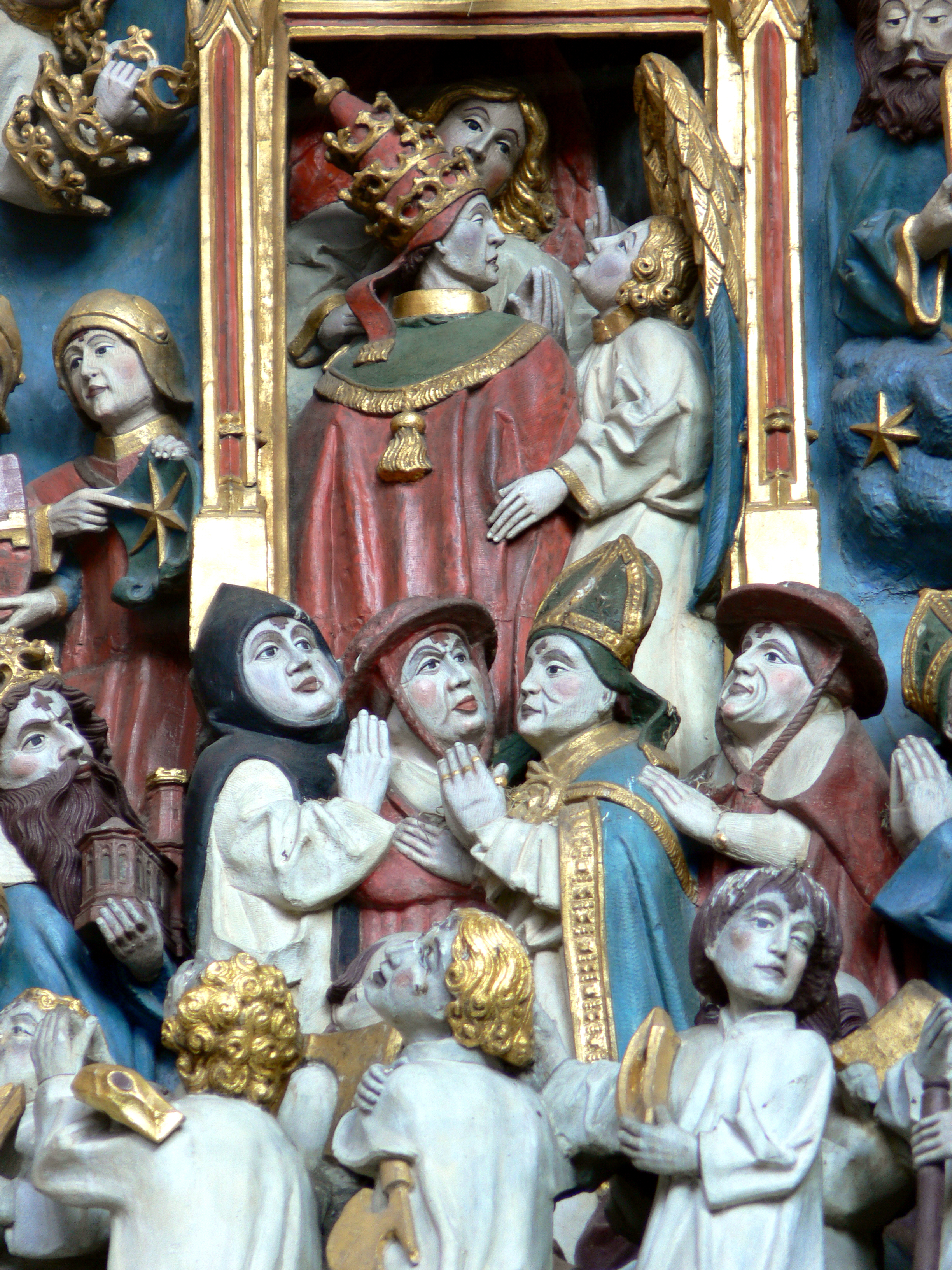
Ctnostné duše u nebeské brány
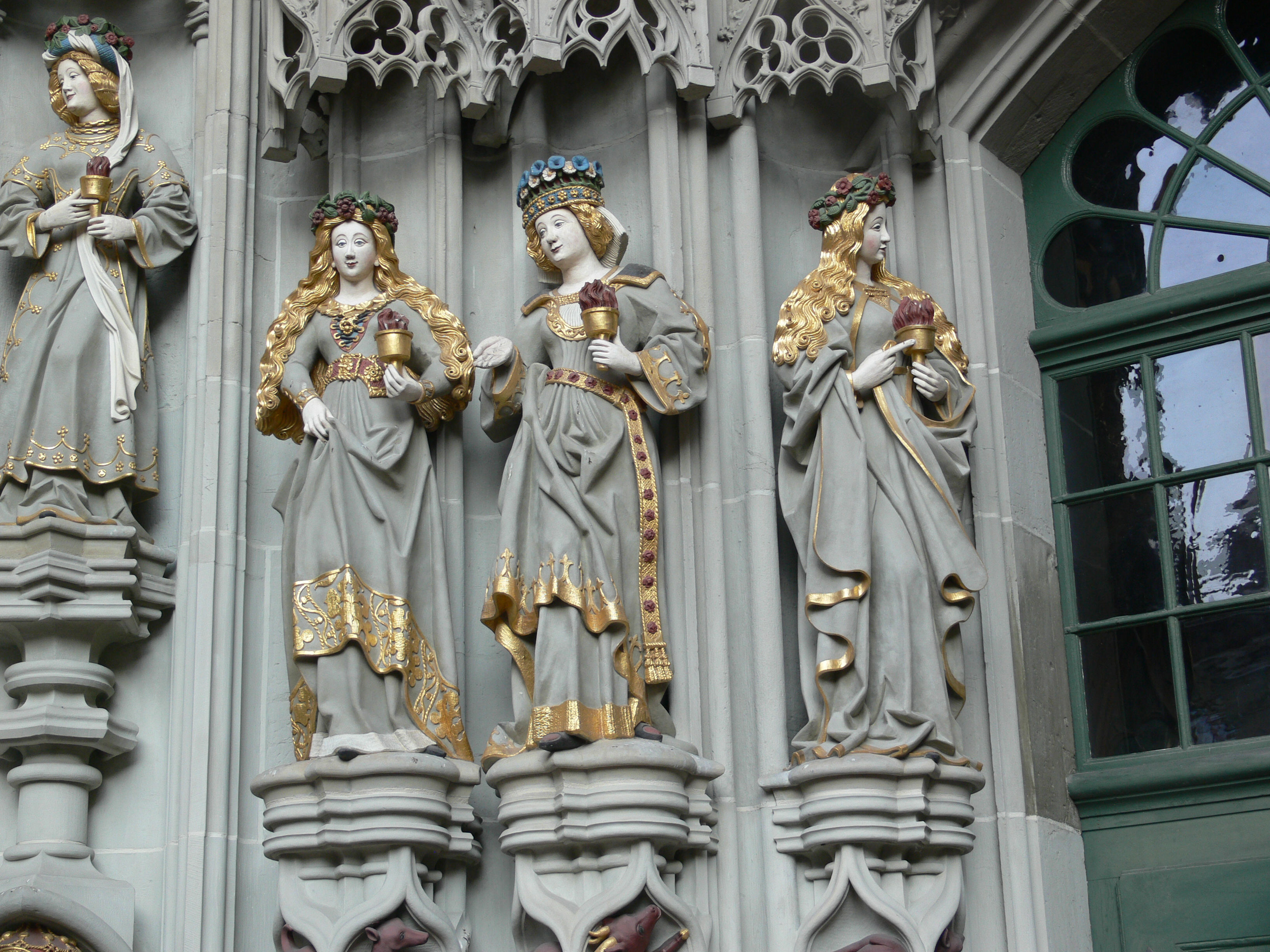
Panny moudré
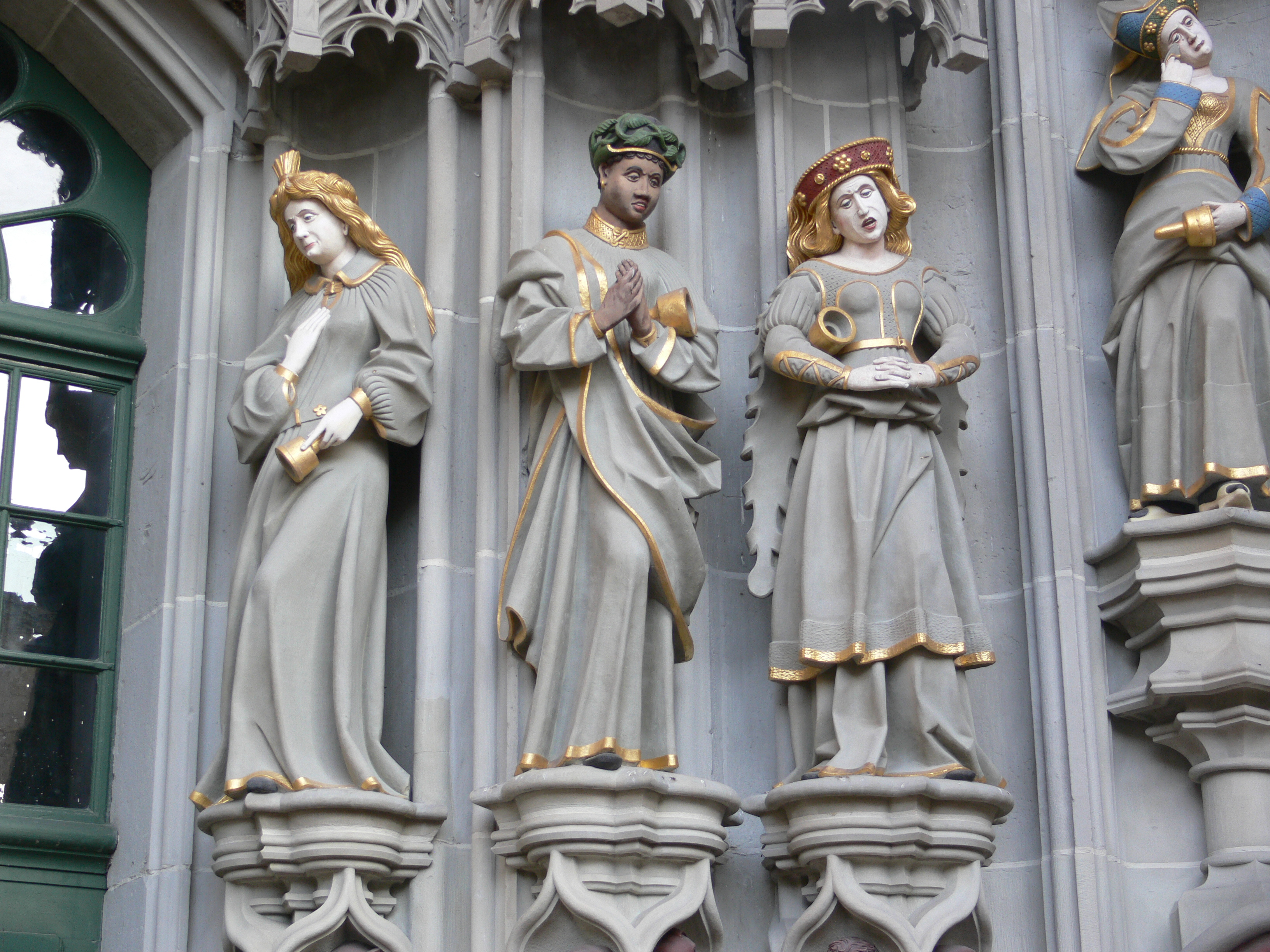
Panny pošetilé
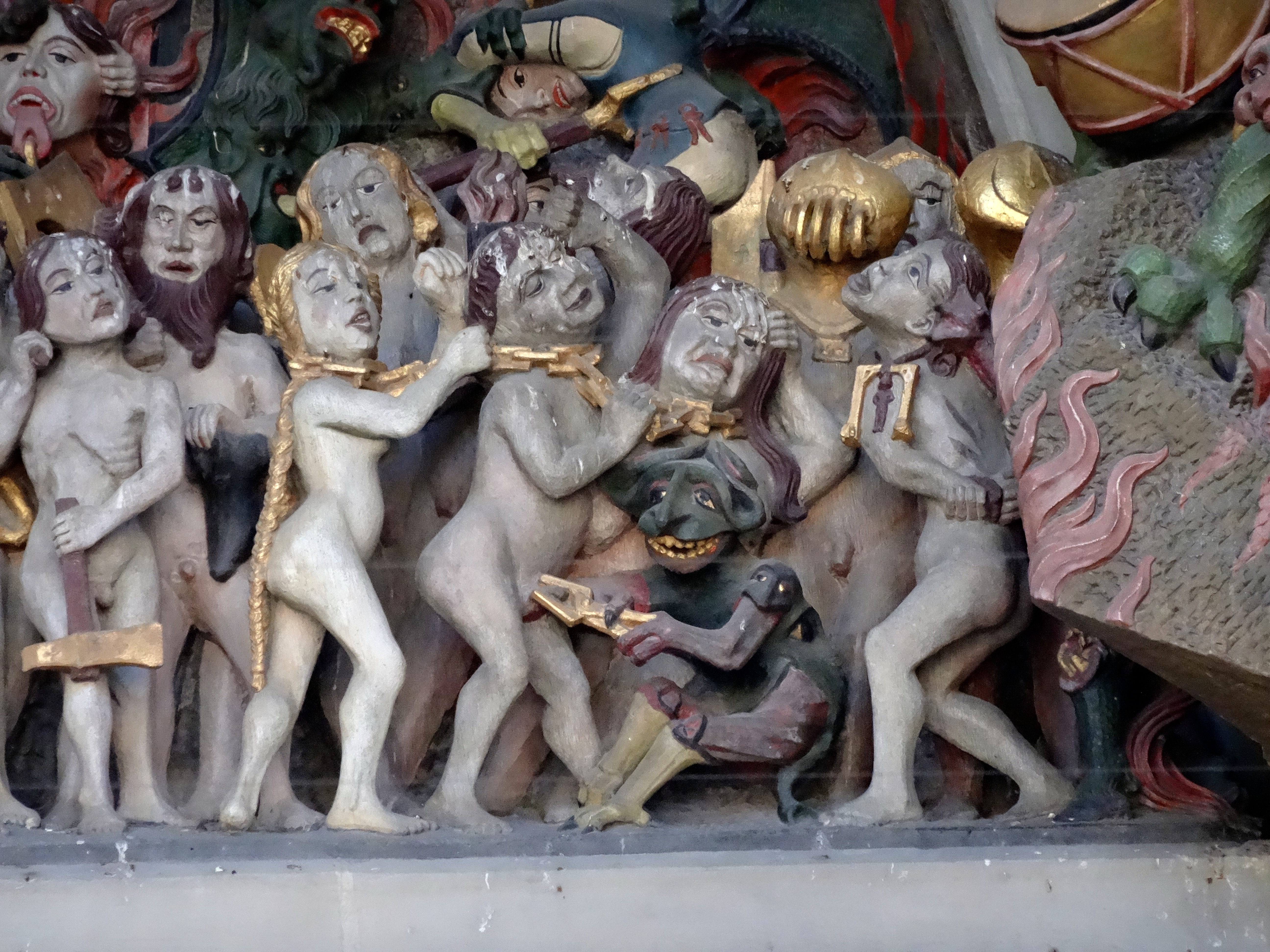
Ďábel vítá hříšné duše
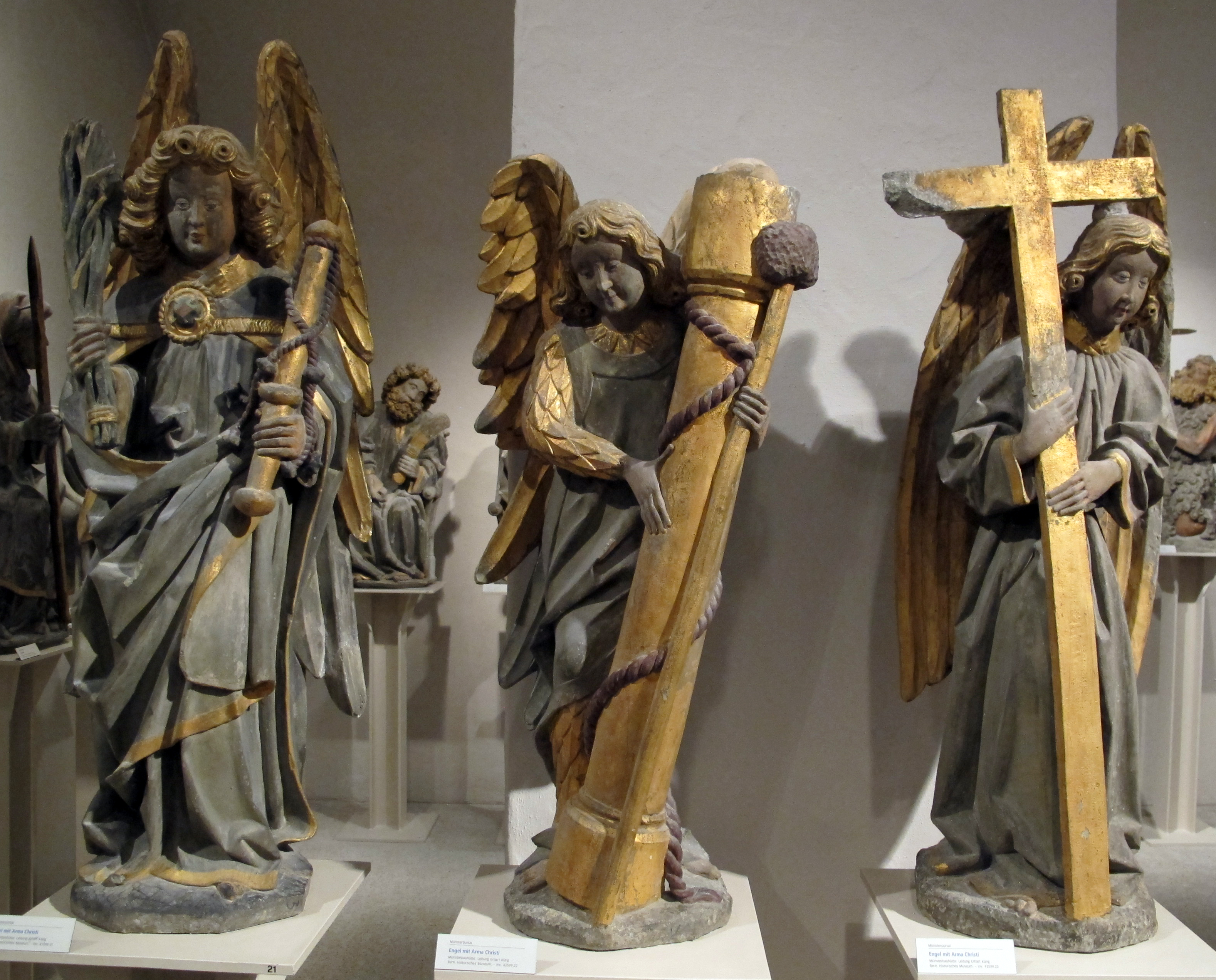
Andělé s Arma Christi